# سة كرة (مقاطعة دورة)
سة كرة (بالفارسية: سه کره) هي قرية تقع في قسم دورة الريفي (مقاطعة دورة) في إيران. يقدر عدد سكانها بـ 155 نسمة بحسب إحصاء 2016.